# Ninian Sanderson
Ninian Sanderson, född den 14 maj 1925, död den 1 oktober 1985, var en skotsk racerförare.
Sanderson är mest känd för sina framgångar i Le Mans 24-timmars med stallet Ecurie Ecosse. 1956 vann han loppet tillsammans med Ron Flockhart. Året därpå slutade han tvåa tillsammans med "Jock" Lawrence, när stallet tog en dubbelseger.